# Paratrichia westralica
Paratrichia westralica är en tvåvingeart som först beskrevs av Paramonov 1955.  Paratrichia westralica ingår i släktet Paratrichia och familjen fönsterflugor. Inga underarter finns listade i Catalogue of Life.